# Álex Baena
Alejandro „Álex“ Baena Rodríguez (* 20. Juli 2001 in Roquetas de Mar, Provinz Almería) ist ein spanischer Fußballspieler. Er steht bei Atlético Madrid unter Vertrag.

## Karriere

### Verein
Baena kam 2011 vom CD Roquetas zur Jugend des FC Villarreal. Dort debütierte er am 21. Dezember 2018 in der Tercera División gegen UD Rayo Ibense.
In der Saison 2019/20 wurde Baena in der zweiten Mannschaft von Villarreal eingesetzt. Er absolvierte am 14. September 2019 beim 3:0-Sieg seines Teams gegen UE Llagostera sein erstes Spiel in der zweiten Liga B. Am vorletzten Spieltag der Saison 2019/20 gab in einem Spiel gegen Real Sociedad San Sebastián auch sein Debüt in der ersten Mannschaft.
Am 22. Oktober 2020 bestritt er beim 5:3 gegen Sivasspor in der UEFA Europa League sein erstes Spiel in einem europäischen Wettbewerb. Sein erstes Tor im professionellen Bereich erzielte Baena am 5. November 2020 beim 4:0-Heimsieg im selben Wettbewerb gegen Maccabi Tel Aviv. Sieben Tage später verlängerte er seinen Vertrag bis 2025.
Im August 2021 wurde er in die Segunda División an den FC Girona ausgeliehen. Im ersten Spiel für seinen neuen Verein gelangen ihm beim Sieg gegen Real Valladolid zwei Tore.
Zur Saison 2022/23 kehrte er zu Villarreal zurück. Im Juli 2025 verließ Baena Villarreal Richtung Atlético Madrid als bis dahin teuerster Verkauf des Vereins.

### Nationalmannschaft
Baena durchlief sämtliche Jugendnationalmannschaften Spaniens ab der U-16 aufwärts. Er nahm an der U-17-Fußball-Europameisterschaft 2018 in England teil. Im Verlauf des Turniers erzielte er zwei Tore, darunter den zwischenzeitlichen Führungstreffer zum 1:0 im Viertelfinale gegen Belgien. Am Ende unterlag Spanien 1:2 und schied aus.
Mit der spanischen U21-Mannschaft erreichte Baena das Finale der U-21-Fußball-Europameisterschaft 2023, das gegen England verloren wurde. Im Finale stand er in der Anfangsformation.
Am 12. September 2023 wurde Baena im EM-Qualifikationsspiel der spanischen A-Nationalmannschaft gegen Zypern in der 76. Minute für Gavi eingewechselt und kam so zu seinem ersten A-Länderspiel. Er traf prompt in der 77. Minute zum zwischenzeitlichen 5:0 (Endstand 6:0).

## Titel
Nationalmannschaft
- Europameister: 2024
- Olympiasieger: 2024

Verein
- Europa-League-Sieger: 2021